# 4429 Чінмой
4429 Чінмой (4429 Chinmoy) — астероїд головного поясу, відкритий 12 вересня 1978 року. Тіссеранів параметр щодо Юпітера — 3,507. 
Астероїд отримав свою назву від бенгальська письменник, поет і філософ Шрі Чинмой (1931-2007).

## Посилання

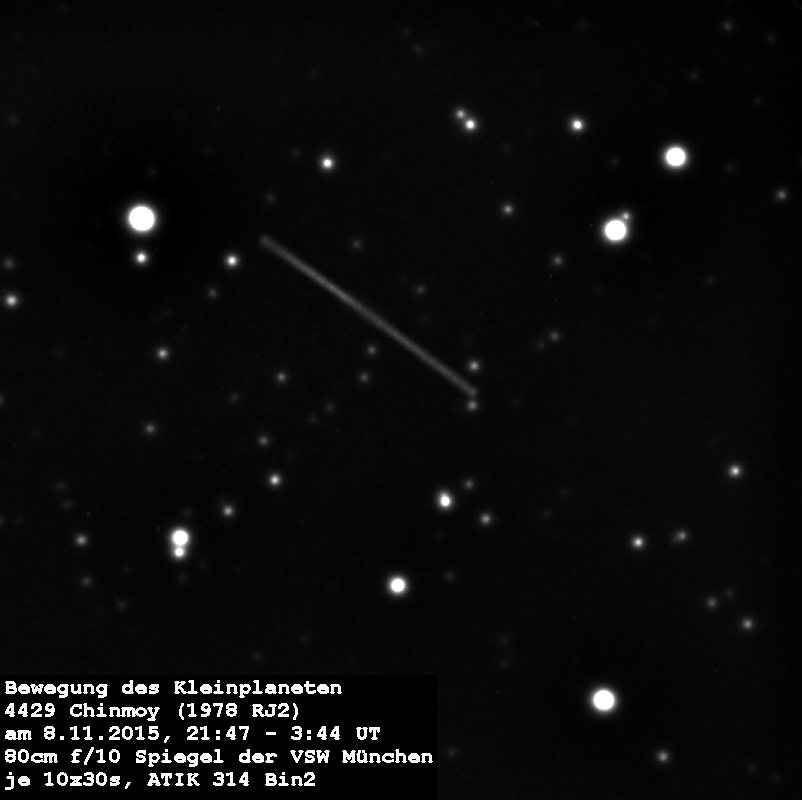
Картина з 4429 Чинмой